# Мировой Гран-при по волейболу 2008 (квалификация)
Европейский квалификационный турнир Мирового Гран-при по волейболу 2008 прошёл с 3 по 9 сентября 2007 года в Анкаре (Турция) с участием 7 национальных сборных команд. Были разыграны три путёвки на Гран-при-2008.
От квалификации освобождены:
Польша, Китай, Япония — по приглашению ФИВБ;
Казахстан, Таиланд — по результатам мирового рейтинга среди команд AVC.
Для стран-членов NORCECA и CSV в качестве квалификационного турнира был использован розыгрыш Панамериканского Кубка 2007 года По его итогам путёвки на Гран-при-2008 получили Куба, Доминиканская Республика, США и Бразилия.

## Команды-участницы европейской квалификации
Россия, Италия, Германия, Турция, Сербия, Болгария, Азербайджан.
От участия в Гран-при 2008 отказался победитель Гран-при-2007 сборная Нидерландов.

## Результаты
3—9 сентября 2007.  Анкара.
| М | Команда     | 1   | 2   | 3   | 4   | 5   | 6   | 7   | И | В | П | С/П   | О  |
| - | ----------- | --- | --- | --- | --- | --- | --- | --- | - | - | - | ----- | -- |
| 1 | Германия    |     | 3:0 | 3:0 | 3:1 | 1:3 | 3:0 | 3:0 | 6 | 5 | 1 | 16:4  | 11 |
| 2 | Турция      | 0:3 |     | 3:0 | 3:2 | 3:1 | 0:3 | 3:1 | 6 | 4 | 2 | 12:10 | 10 |
| 3 | Италия      | 0:3 | 0:3 |     | 3:2 | 3:1 | 3:1 | 3:0 | 6 | 4 | 2 | 12:10 | 10 |
| 4 | Сербия      | 1:3 | 2:3 | 2:3 |     | 3:2 | 3:0 | 3:0 | 6 | 3 | 3 | 14:11 | 9  |
| 5 | Россия      | 3:1 | 1:3 | 1:3 | 2:3 |     | 3:0 | 3:2 | 6 | 3 | 3 | 13:12 | 9  |
| 6 | Болгария    | 0:3 | 3:0 | 1:3 | 0:3 | 0:3 |     | 3:2 | 6 | 2 | 4 | 7:14  | 8  |
| 7 | Азербайджан | 0:3 | 1:3 | 0:3 | 0:3 | 2:3 | 2:3 |     | 6 | 0 | 6 | 5:18  | 6  |

3 сентября: Италия — Сербия 3:2 (13:25, 18:25, 25:13, 25:17, 19:17); Турция — Азербайджан 3:1 (25:23, 25:20, 21:25, 25:16); Россия — Болгария 3:0 (25:21, 25:18, 25:19).
4 сентября: Италия — Азербайджан 3:0 (25:19, 25:23, 25:21); Россия — Германия 3:1 (25:22, 25:21, 22:25, 25:21); Турция — Сербия 3:2 (15:25, 25:21, 25:20, 25:27, 16:14).
5 сентября: Германия — Болгария 3:0 (25:20, 25:20, 25:19); Турция — Россия 3:1 (25:23, 25:23, 17:25, 25:21); Сербия — Азербайджан 3:0 (25:23, 25:20, 25:14).
6 сентября: Германия — Италия 3:0 (25:19, 25:17, 25:18); Болгария — Азербайджан 3:2 (23:25, 23:25, 25:22, 25:21, 15:9); Сербия — Россия 3:2 (25:20, 19:25, 25:23, 19:25, 15:13).
7 сентября: Германия — Азербайджан 3:0 (25:22, 25:8, 25:20); Сербия — Болгария 3:0 (25:21, 25:19, 25:16); Турция — Италия 3:0 (25:23, 25:23, 25:17).
8 сентября: Россия — Азербайджан 3:2 (25:13, 25:16, 16:25, 23:25, 15:13); Германия — Турция 3:0 (25:14, 25:19, 25:18); Италия — Болгария 3:1 (25:21, 25:16, 14:25, 25:22).
9 сентября: Германия — Сербия 3:1 (25:17, 22:25, 25:20, 26:24); Болгария — Турция 3:0 (25:21, 25:17, 25:19); Италия — Россия 3:1 (25:22, 23:25, 25:18, 25:19).
По итогам европейской квалификации путёвки на Гран-при 2008 года получили три лучшие команды — Германия, Турция и Италия.

## Призёры
Германия: Марен Бринкер, Катлин Вайсс, Керстин Черлих, Хайке Байер, Корнелия Думлер, Марен Апитц, Кристиане Фюрст, Атика Буагаа, Кати Радцувайт, Ангелина Грюн, Маргарета Козух, Корина Сушке. Главный тренер — Джованни Гуидетти.
  Турция: Бахар Мерт, Гюлден Каялар, Айсун Озбек, Гёкчен Денкель, Дениз Хакйемез, Гёзде Кирдар, Пелин Челик, Эсра Гюмюш, Нериман Озсой, Эда Эрдем, Чигдем Расна, Неслихан Дарнель. Главный тренер — Алессандро Кьяппини.
  Италия: Валентина Арригетти, Паола Кроче, Сара Андзанелло, Валентина Фьорин, Мартина Гуиджи, Грета Чиколари, Мануэла Секоло, Стефания Далль'Инья, Серена Ортолани, Франческа Ферретти, Антонелла Дель Коре, Паола Кардулло. Главный тренер — Массимо Барболини.

## Сборная России
Наталья Алимова, Ольга Фатеева, Любовь Соколова, Елена Година, Наталья Сафронова, Ольга Сажина, Екатерина Гамова, Евгения Старцева, Екатерина Кабешова, Татьяна Кошелева, Юлия Меркулова, Марина Акулова. Главный тренер — Джованни Капрара.